# Amore proibito (film)
Amore proibito (Forbidden Love) è un film televisivo statunitense del 1982, diretto da Steven Hilliard Stern.

## Altri titoli
- Stati Uniti - Forbidden Love (titolo originale)
- Italia - Amore proibito
- Francia - Les amours perdues
- Germania Ovest - Liebe einen Sommer lang